# Copa da Escócia de 1993–94
A Copa da Escócia de 1993-94 foi a 109º edição do torneio mais antigo do futebol da Escócia. O campeão foi o Dundee United F.C., que conquistou seu 1º título na história da competição ao vencer a final contra o Rangers F.C., pelo placar de 1 a 0.

## Premiação
| Copa da Escócia de 1993-94             |
| Escócia                                |
| -------------------------------------- |
| Dundee United F.C. Campeão (1º título) |